# Renaissance Records
Renaissance Records is een Engels platenlabel dat in 1994 door club Renaissance (Londen) is opgericht. Op het platenlabel werden house-, progressive house- en trance-producties gepubliceerd, maar tegenwoordig ligt de nadruk voornamelijk op progressive house. De serie compilatie-cd's met de naam Renaissance: The Masters Series heeft bij iedere editie een andere dj die het album aan elkaar mixt.

## Sublabels
- emFire
- USR (Underground Sound of Renaissance)

## Artiesten
- Christian Smith
- Danny Howells
- Danny Tenaglia
- Dave Seaman
- Deep Dish
- Faithless
- Hernán Cattáneo
- James Zabiela
- John Digweed
- John Selway
- Nic Fanciulli
- Nick Warren
- Sander Kleinenberg
- Sasha
- Satoshi Tomiie
- Shlomi Aber
- Steve Lawler